# Parke County
Parke County ist ein County im US-Bundesstaat Indiana der Vereinigten Staaten. Der Verwaltungssitz (County Seat) ist Rockville. Im County liegt der Turkey Run State Park.

## Geographie
Das County liegt im Westen von Indiana, ist etwa 20 km von Illinois entfernt und hat eine Fläche von 1166 Quadratkilometern, wovon 14 Quadratkilometer Wasserfläche sind. Es grenzt im Uhrzeigersinn an folgende Countys: Fountain County, Montgomery County, Putnam County, Clay County, Vigo County und Vermillion County.

## Geschichte

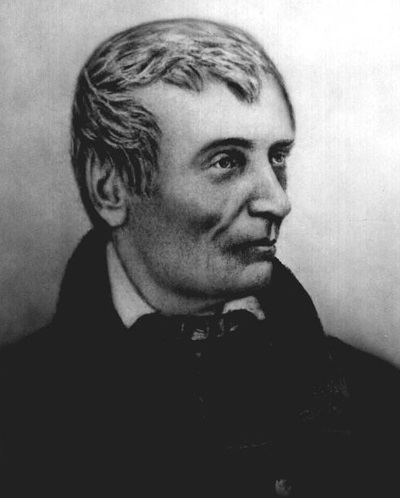
Benjamin Parke

Parke County wurde am 9. Januar 1821 als Original County aus freiem Territorium gebildet. Benannt wurde es nach Benjamin Parke, einem Delegierten des Indiana-Territoriums, Kommandierender eines Trupps leichter Dragoner in der Schlacht bei Tippecanoe, Mitglied im Kongress der Vereinigten Staaten und Distrikt-Richter von Indiana.

### Historische Objekte
Nördlich der Ortschaft Rockville steht die historische Marshall Bridge. Die 1917 fertiggestellte Brücke überspannt den Rush Creek und wurde am 22. Dezember 1978 vom National Register of Historic Places als historisches Denkmal mit der Nummer 78000400 aufgenommen.
Südöstlich von Mecca, abseits der Old Greencastle Road, befindet sich die historische überdachte Roseville Bridge. Die Straßenbrücke, die 1910 erbaut wurde, überspannt den Big Raccoon Creek und wurde ebenfalls am 22. Dezember 1978 vom National Register of Historic Places als Denkmal mit der Nummer 78000409 aufgenommen.
Im Parke County liegt eine National Historic Landmark, die West Union Bridge. Insgesamt sind 44 Bauwerke und Stätten des Countys im National Register of Historic Places eingetragen (Stand 3. September 2017).

## Demografische Daten

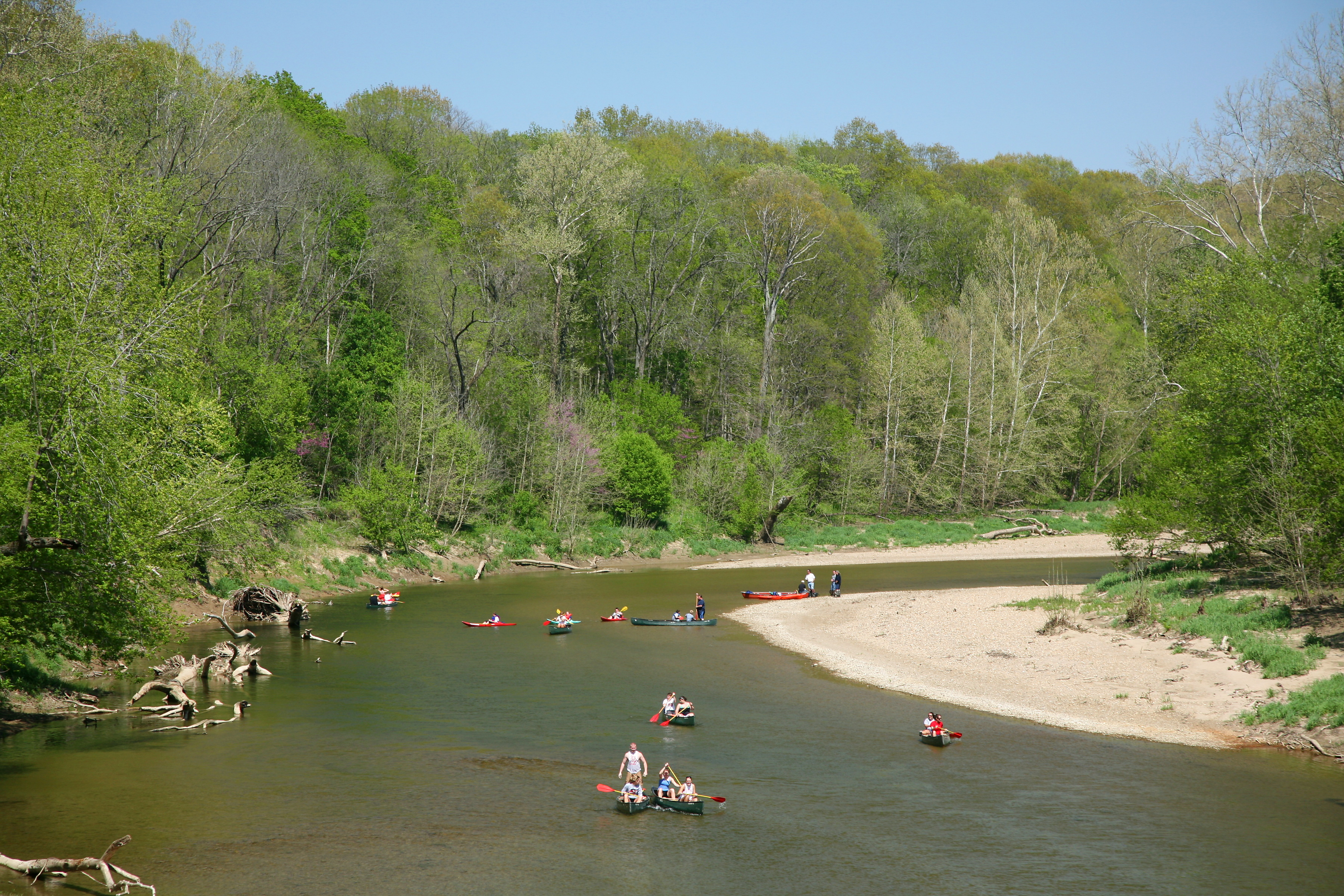
Der Sugar Creek im Turkey Run State Park

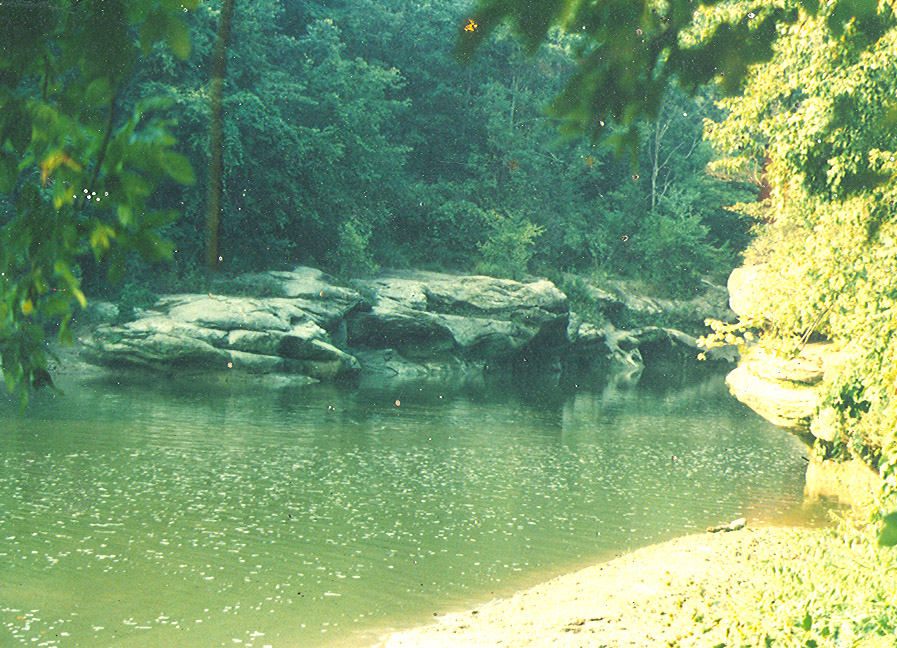
Der Turkey Run State Park

Nach der Volkszählung im Jahr 2000 lebten im Parke County 17.241 Menschen in 6415 Haushalten und 4625 Familien. Die Bevölkerungsdichte betrug 15 Einwohner pro Quadratkilometer. Ethnisch betrachtet setzte sich die Bevölkerung zusammen aus 96,43 Prozent Weißen, 2,15 Prozent Afroamerikanern, 0,25 Prozent amerikanischen Ureinwohnern, 0,18 Prozent Asiaten, 0,02 Prozent Bewohnern aus dem pazifischen Inselraum und 0,23 Prozent aus anderen ethnischen Gruppen; 0,75 Prozent stammten von zwei oder mehr Ethnien ab. 0,60 Prozent der Bevölkerung waren spanischer oder lateinamerikanischer Abstammung.
Von den 6415 Haushalten hatten 30,5 Prozent Kinder unter 18 Jahre, die mit ihnen im Haushalt lebten. 59,9 Prozent waren verheiratete, zusammenlebende Paare, 8,3 Prozent waren allein erziehende Mütter und 27,9 Prozent waren keine Familien. 24,1 Prozent waren Singlehaushalte und in 11,6 Prozent lebten Menschen mit 65 Jahren oder darüber. Die Durchschnittshaushaltsgröße betrug 2,51 und die durchschnittliche Familiengröße lag bei 2,97 Personen.
23,9 Prozent der Bevölkerung waren unter 18 Jahre alt, 7,3 Prozent zwischen 18 und 24, 28,7 Prozent zwischen 25 und 44 Jahre. 25,4 Prozent zwischen 45 und 64 und 14,7 Prozent waren 65 Jahre alt oder älter. Das Durchschnittsalter betrug 39 Jahre. Auf 100 weibliche Personen kamen 91,2 männliche Personen. Auf 100 Frauen im Alter von 18 Jahren und darüber kamen 85,8 Männer.
Das jährliche Durchschnittseinkommen eines Haushalts betrug 35.724 USD, das Durchschnittseinkommen der Familien 40.656 USD. Männer hatten ein Durchschnittseinkommen von 32.578 USD, Frauen 20.968 USD. Das Prokopfeinkommen betrug 16.986 USD. 9,3 Prozent der Familien und 11,5 Prozent der Bevölkerung lebten unterhalb der Armutsgrenze.

## Orte im County
- Alma Lake
- Annapolis
- Armiesburg
- Bellmore
- Bethany
- Bloomingdale
- Bradfield Corner
- Bridgeton
- Byron
- Catlin
- Coloma
- Coxville
- Diamond
- Ferndale
- Grange Corner
- Guion
- Hollandsburg
- Howard
- Hudnut
- Judson
- Keytsville
- Klondyke
- Lena
- Lodi
- Lyford
- Mansfield
- Marshall
- Mecca
- Midway
- Milligan
- Minshall
- Montezuma
- Numa
- Nyesville
- Rockville
- Rosedale
- Smockville
- Snow Hill
- Sylvania
- Tangier
- Vivalia
- West Atherton
- West Melcher
- West Union

Townships
- Adams Township
- Florida Township
- Greene Township
- Howard Township
- Jackson Township
- Liberty Township
- Penn Township
- Raccoon Township
- Reserve Township
- Sugar Creek Township
- Union Township
- Wabash Township
- Washington Township